# Cosmosoma tengyra
Cosmosoma tengyra är en fjärilsart som beskrevs av Walker 1854. Cosmosoma tengyra ingår i släktet Cosmosoma och familjen björnspinnare. Inga underarter finns listade i Catalogue of Life.